# LIGO

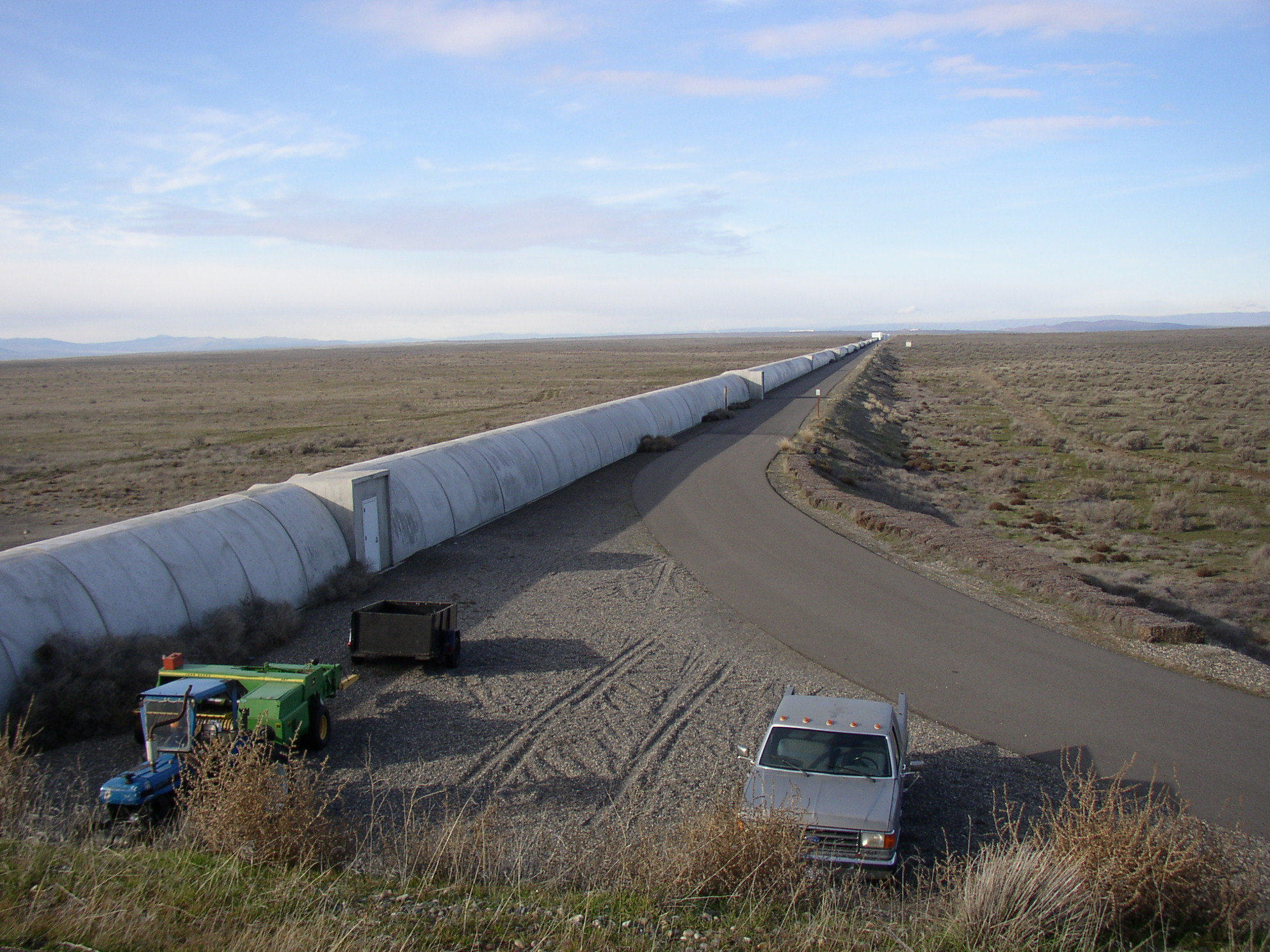
En arm av LIGO-interferometern

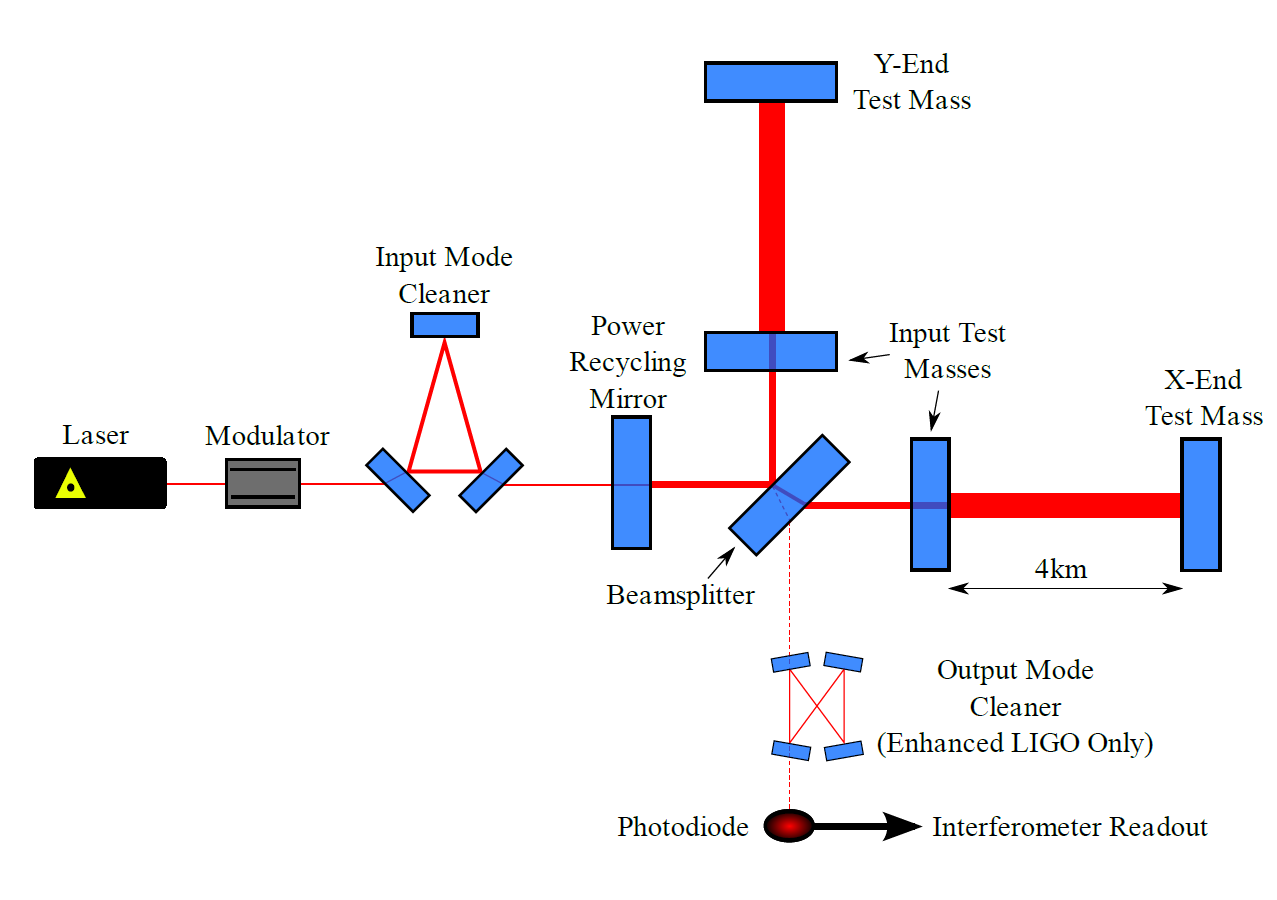
LIGO interferometer

LIGO (förk. av "Laser Interferometer Gravitational-Wave Observatory") är en anläggning för att detektera gravitationsvågor. Experimentet är ett omfattande samarbetsprojekt, LIGO Scientific Collaboration (LSC), som involverar över 1 000 forskare med MIT och CalTech som huvudaktörer.
Ändamålet med LIGO är att detektera och studera gravitationsvågor av astrofysiskt ursprung. Projektets huvudinstrument, interferometrarna, finns i två likadana observatorier placerade i de amerikanska delstaterna Louisiana respektive Washington, där två fyra kilometer långa armar formade som ett ”L” används som vakuumsatta rör för laserstrålar. Direkt detektion av gravitationsvågor kan utgöra ett test av allmän relativitetsteori i regimen starka fält och skapa en ny öppning för att sondera exotiska objekt som supernovaexplosioner, neutronstjärnor, svarta hål, gammablixtar och att avslöja oförutsedd ny astrofysik. LIGO drivs med omfattande stöd från amerikanska vetenskapsrådet National Science Foundation. Dessa detektorer är resultat av årtionden av teknikutveckling världen över med design, konstruktion och driftstillstånd. De arbetar för närvarande (2009) vid sin design-känslighet och reagerar på så små gravitationsutslag som en del av 1021. Med denna hittills oöverträffade känslighet analyseras data inom placeringsgränserna från ett antal potentiella astrofysiska källor.
Detta nya forskningsfält har satt målet att på sikt göra gravitationsastronomi till en realitet. Genom LIGO Scientific Collaboration (LSC) har ett större antal fysikinstitut och forskargrupper engagerats i samarbete kring interferometerdetektorer med LIGO: den tyska GEO 600 och den italienska Virgo.
Den 14 september 2015 observererade Advanced LIGO för första gången gravitationsvågor. Upphovet till krusningarna var en kollision mellan två svarta hål som skedde för 1,3 miljarder år sedan.
Virgointerferometern togs i drift den 1 augusti 2017 och med tre detektorer i stället för två förbättrades möjligheten att avgöra riktningen till källan med en faktor 10. Den 14 augusti 2017 kunde LIGO och Virgo för första gången samtidigt observera gravitationsvågor från en sammanslagning av två svarta hål. Tre dagar senare, den 17 augusti 2017, observerades en sammanslagning av två neutronstjärnor. En händelse kallad GW170817 som kunde korreleras med observationer av såväl optiska teleskop som gamma-, röntgen- och  radioobservatorier.
LIGO:s andra observationsperiod avslutades den 25 augusti 2017. Detektorerna kommer att vara avstängda för uppgradering i cirka ett år.